# Paulasterias mcclaini
Paulasterias mcclaini là tên của một loài sao biển nằm trong họ Paulasteriidae. Người ta phát hiện nó sinh sống ở vùng nước sâu, quanh những miệng phun thủy nhiệt.